# Terhi Koulumies
Terhi Johanna Koulumies, född 4 april 1971 i Helsingfors, är en finländsk politiker (Samlingspartiet). Hon är ledamot av Finlands riksdag sedan 2019.
Koulumies blev invald i riksdagen i riksdagsvalet 2019 med 7 233 röster från Helsingfors valkrets. Hon omvaldes i riksdagsvalet 2023 med 6 512 röster från Helsingfors valkrets.